# Сварочная маска
Сварочная маска или Сварочный шлем — средство индивидуальной защиты, используемое при выполнении определённых видов сварки, для защиты глаз, лица и шеи от ожогов, ультрафиолетового излучения, искр, инфракрасного света и высоких температур. Чаще всего используется во время электродуговой сварки, сварки не плавящимся электродом и полуавтоматической сварки в защитных газах. Сварочные маски необходимы для предотвращения офтальмии (воспаление роговицы) и ожогов сетчатки, ведущие к потере зрения. Оба типа повреждений вызваны прямым воздействием концентрированного ультрафиолетового и инфракрасного излучения, в процессе дуговой сварки. Ультрафиолетовое излучение от сварочной дуги может также нанести урон открытой коже (повреждения схожие с солнечным ожогом). Современный сварочный шлем был впервые представлен в 1937 году компанией Willson Products.
Основная часть масок имеет смотровое окно со светофильтром, через который сварщик может видеть процесс сварки. В большинстве масок окошки выполнены из тонированного стекла, тонированного пластика или фильтра с переменной плотностью, изготовленного из пары поляризованных линз.
Сама маска изготавливается из жаростойкого  пластика или фиброкартона. 

## Сварочная маска-хамелеон
В 1976 году шведский изобретатель Оке Хёрнелл (Åke Hörnell) изобрёл автоматическую сварочную маску-хамелеон на жидких кристаллах.
В 1981 году шведский производитель Hornell начал массовое производство сварочных масок хамелеон Speedglas с датчиками автоматического затемнения жидкокристаллического дисплея при обнаружении яркой дуговой сварки. Сварщику больше не нужно опускать и поднимать сварочную маску в процессе сварки для оценки качества шва и смены электродов и т.д., что увеличивает скорость и качество сварочных работ. Во многих странах сварщики используют только маску-хамелеон.
В январе 2004 года 3M объявила о планах приобрести все активы Hornell, в том числе бренд и патенты на сварочные щитки с автоматическим затемнением Speedglas. Сварочные маски «Speedglass» сейчас продаются компанией 3M.

## MannGlas
В 1970-х и 1980-х, Стив Мэнн представил Generation-1 и Generation-2 «Digital Eye Glass». Изначально устройство использовалось для общего улучшения видимости. Некоторые из ранних версий этого устройства были встроены в сварочную маску См. также IEEE Technology & Society 31(3) и дополнительный материал под заголовком «GlassEyes»
В 1980-х и начале 1990-х, Мэнн изобрел «High Dynamic Range» визуализацию (HDR) для того, чтобы помочь себе (и другим) лучше видеть: «Первый доклад о цифровой комбинации нескольких изображений одной и той же сцены для улучшения динамического диапазона принадлежит Стиву Мэнну». В «Estimation-theoretic approach to dynamic range enhancement using multiple exposures» Робертсона и др., JEI 12 (2), P220, правая колонка, строка 26

## Безопасность
Все сварочные маски подвержены износу и повреждениям (таким как трещины, деформация корпуса, выгоранию светофильтра), которые могут поставить под угрозу защиту от ультрафиолетовых и инфракрасных лучей. В дополнение к защите глаз, шлем защищает лицо от искр раскалённого металла и от УФ-повреждений. Во время потолочной сварки голова и плечи сварщика должны быть покрыты брезентом  для предотвращения ожогов верхних частей тела.

## Стандарты ANSI
В Соединённых Штатах принят промышленный стандарт для сварочных масок ANSI Z87.1, который определяет широкий спектр характеристик устройств для защиты глаз. Стандарт требует, чтобы сварочные маски автоматического затемнения обеспечивали полную защиту от УФ и ИК излучения, даже если они не находятся в затемнённом состоянии. Стандарт является добровольным, поэтому покупатели должны убедиться, что сварочная маска поддерживает ANSI Z87.1 (обозначена соответствующей маркировкой).